# Bay of Harbours
Bay of Harbours är en vik i territoriet Falklandsöarna (Storbritannien). Den ligger i södra delen av ögruppen, 110 km sydväst om huvudstaden Stanley.